# Campionati asiatici maschili di pallacanestro Under-18
I Campionati asiatici maschili di pallacanestro Under-18 (in inglese FIBA Asia Under-18 Championship) sono una competizione sportiva continentale a cadenza biennale organizzata dalla FIBA Asia, la federazione asiatica della pallacanestro.
Si tratta di un torneo tra nazionali composte di giocatori al di sotto dei 18 anni di età, ed è di solito valevole per la qualificazione ai Campionati mondiali Under-19.
Il primo campionato asiatico di pallacanestro Under-18 si tenne nel 1970.

## Albo d'oro
| Anno | Nazione ospitante | Finale 1º/2º  | Finale 1º/2º  | Finale 1º/2º  | Finale 3º/4º  | Finale 3º/4º  | Finale 3º/4º   |
| Anno | Nazione ospitante | Vincitore     | punteggio     | Secondo posto | Terzo posto   | punteggio     | Quarto posto   |
| ---- | ----------------- | ------------- | ------------- | ------------- | ------------- | ------------- | -------------- |
| 1970 | Corea del Sud     | Filippine     | girone unico  | Giappone      | Corea del Sud | girone unico  | Taiwan         |
| 1972 | Filippine         | Filippine     | girone finale | Taiwan        | Corea del Sud | girone finale | India          |
| 1974 | Filippine         | Filippine     | -             | Corea del Sud | Taiwan        | -             | Thailandia     |
| 1977 | Kuwait            | Filippine     | -             | Cina          | Kuwait        | -             | Thailandia     |
| 1978 | Filippine         | Filippine     | -             | Cina          | Iraq          | -             | Giappone       |
| 1980 | Thailandia        | Cina          | -             | Filippine     | Thailandia    | -             | Arabia Saudita |
| 1982 | Filippine         | Filippine     | -             | Cina          | Corea del Sud | -             | Thailandia     |
| 1984 | Corea del Sud     | Corea del Sud | -             | Cina          | Filippine     | -             | Giappone       |
| 1986 | Filippine         | Cina          | -             | Filippine     | Taipei cinese | -             | Giappone       |
| 1989 | Filippine         | Cina          | -             | Taipei cinese | Filippine     | -             | Giappone       |
| 1990 | Giappone          | Giappone      | 82 - 63       | Siria         | Cina          | 96 - 93       | Filippine      |
| 1992 | Cina              | Cina          | 93 - 80       | Corea del Sud | Filippine     | 103 - 74      | Giappone       |
| 1995 | Filippine         | Corea del Sud | 55 - 48       | Cina          | Giordania     | 62 - 56       | Thailandia     |
| 1996 | Malaysia          | Cina          | 86 - 71       | Qatar         | Giappone      | 89 - 75       | Corea del Sud  |
| 1998 | India             | Cina          | 59 - 45       | Qatar         | Giappone      | 110 - 94      | Taipei cinese  |
| 2000 | Malaysia          | Corea del Sud | 120 - 92      | Cina          | Taipei cinese | 77 - 76       | Giappone       |
| 2002 | Kuwait            | Cina          | 81 - 70       | Iran          | Corea del Sud | 105 - 88      | Qatar          |
| 2004 | India             | Iran          | 89 - 86       | Corea del Sud | Cina          | 73 - 63       | Libano         |
| 2006 | Cina              | Cina          | 99 - 83       | Corea del Sud | Libano        | 83 - 60       | Taipei cinese  |
| 2008 | Iran              | Iran          | 95 - 76       | Kazakistan    | Siria         | 93 - 86       | Giappone       |
| 2010 | Yemen             | Cina          | 103 - 80      | Corea del Sud | Taipei cinese | 65 - 60       | Iran           |
| 2012 | Mongolia          | Cina          | 93 - 91       | Corea del Sud | Iran          | 87 - 83       | Giappone       |
| 2014 | Qatar             | Cina          | 66 - 48       | Iran          | Corea del Sud | 70 - 58       | Taipei cinese  |

## Medagliere per nazioni
| Pos. | Paese         | Oro | Argento | Bronzo | Totale |
| ---- | ------------- | --- | ------- | ------ | ------ |
| 1    | Cina          | 11  | 6       | 2      | 19     |
| 2    | Filippine     | 6   | 2       | 3      | 11     |
| 3    | Corea del Sud | 3   | 6       | 5      | 14     |
| 4    | Iran          | 2   | 1       | 1      | 5      |
| 5    | Giappone      | 1   | 1       | 2      | 4      |
| 6    | Taipei cinese | 0   | 2       | 4      | 6      |
| 7    | Qatar         | 0   | 2       | 0      | 2      |
| 8    | Siria         | 0   | 1       | 1      | 2      |
| 9    | Kazakistan    | 0   | 1       | 0      | 1      |
| 10   | Giordania     | 0   | 0       | 1      | 1      |
| 10   | Iraq          | 0   | 0       | 1      | 1      |
| 10   | Kuwait        | 0   | 0       | 1      | 1      |
| 10   | Libano        | 0   | 0       | 1      | 1      |
| 10   | Thailandia    | 0   | 0       | 1      | 1      |